# Alban

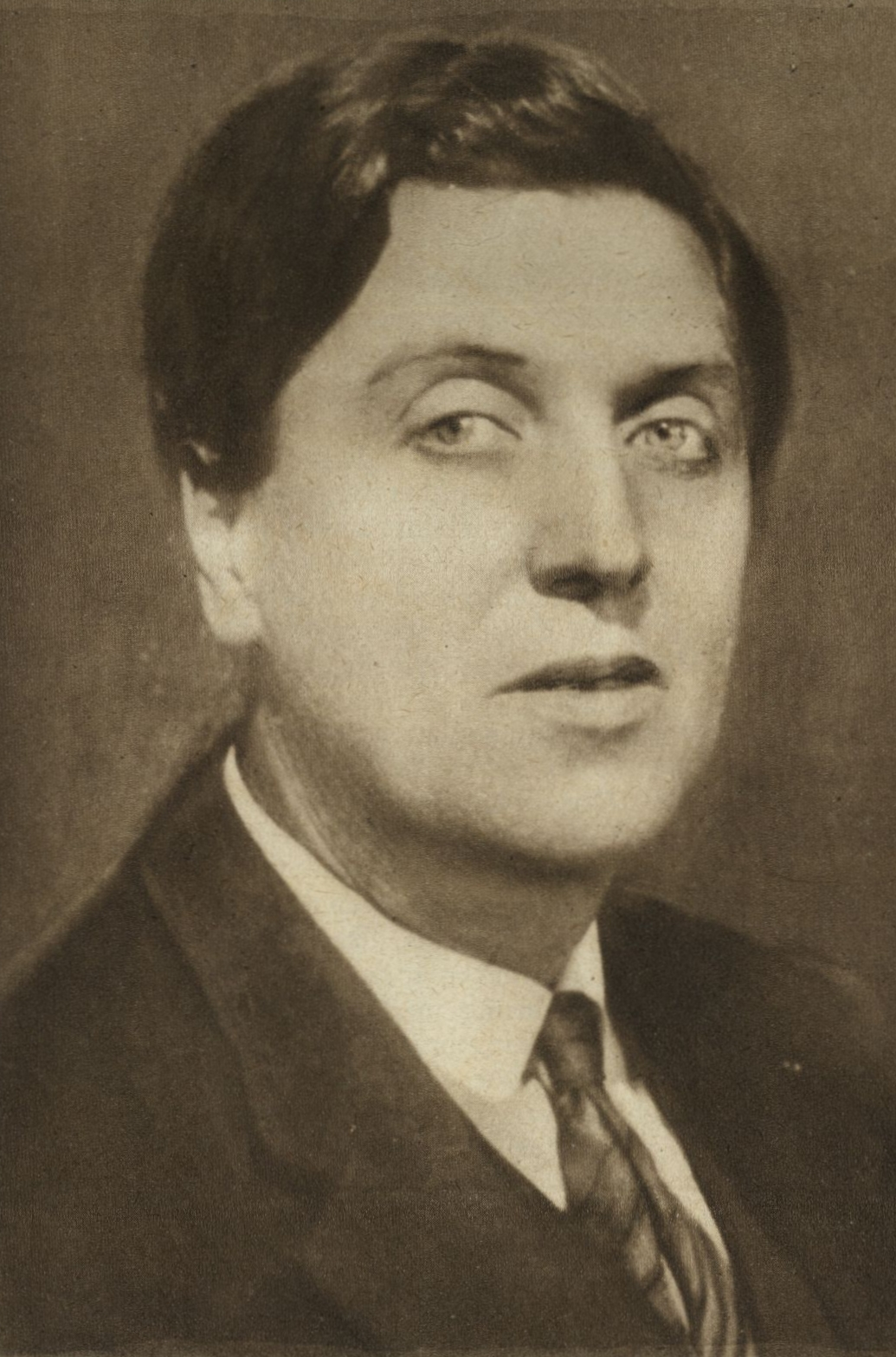
Alban Berg cirka 1930.

Alban är ett mansnamn bland albaner, engelsmän, fransmän och tyskar.
Namnet kommer från latinet albanus som betyder ’vit’.
248 män har Alban som tilltalsnamn i Sverige (enligt en sökning år 2020).
Den albanska kvinnonamnformen är Albana.

## Personer med namnet
Sankt Alban var Englands förste martyr.